# Aker universitetssykehus

Aker universitetssykehus er et hospital i Oslo, Norge. Det blev etableret som Aker sygehus 1. juli 1895, i Tonsen gård i bydelen Bjerke. Fra 1. januar 2009 blev sygehuset en del af Oslo universitetssykehus.
I 1948 blev sygehuset tilknyttet Det medicinske fakultet ved Universitetet i Oslo som universitetsklinik. Gaustad sykehus blev organiseret under Aker sygehus i 1996. Den 1. januar 2002 blev sygehuset omdannet fra en etat i Oslo kommune til et statslig helseforetagene, helt ejet af Helse Øst RHF. Fra d. 1. juni 2007 blev ekerskabet overført fra Helse Øst RHF til Helse Sør-Øst RHF.
Aker universitetssykehus er et højt specialiseret storbysygehus og har omfattende lokal- og centralsygehusfunktioner og regionsfunktioner. Inden for flere områder har sygehuset også landsfunktionene og kompetancecentre. Aker er et lokalsygehus for ca. 180.000 indbyggere i Oslobydelene Bjerke og Alna, samt Follokommunene Ski, Oppegård, Ås, Nesodden, Vestby og Frogn.